# Harold Shapiro
Harold Seymour Shapiro (* 1928 in Brooklyn, New York; † 5. März 2021) war ein US-amerikanischer Mathematiker, der den größten Teil seines Lebens in Schweden verbrachte.

## Leben
Shapiro studierte am City College of New York mit dem Bachelor-Abschluss 1949 sowie am Massachusetts Institute of Technology mit dem Master-Abschluss 1951 und der Promotion bei Norman Levinson 1952 (Extremal problems for polynomials and power series). 1952 bis 1954 war er bei den Bell Laboratories und danach forschte und lehrte er am Courant Institute of Mathematical Sciences of New York University. 1962 wurde er Professor an der University of Michigan und ab 1972 war er Professor für Mathematik an der Königlich Technischen Hochschule Stockholm. Ab 1993 war er dort Professor Emeritus.
Er war für die Shapiro-Polynome und die zu ihrer Erzeugung benutzten Rudin-Shapiro-Folgen bekannt (zusätzlich nach Walter Rudin und manchmal zusätzlich nach Marcel Golay benannt). Die Polynome haben Anwendung in der Signalverarbeitung.
Shapiro befasste sich mit Approximationstheorie, Funktionentheorie, Funktionalanalysis und partiellen Differentialgleichungen und war außerdem für Untersuchungen zu Integrationsbereichen bekannt. Zu seinen Doktoranden gehörten Michael Benedicks und Peter Ebenfelt.

## Familie
Sein Sohn ist der Kosmologe und Wissenschaftsphilosoph Max Tegmark.

## Schriften
- mit D. Aharonov: Domains on which analytic functions satisfy quadrature identities, In: J. Anal. Math., Band 30, 1976, S. 39–73